# Mati Erelt
Mati Erelt (12 mars 1941 à Tallinn - 12 octobre 2024 à Tallinn) était un linguiste estonien, spécialiste de la syntaxe et auteur de nombreuses grammaires de l'estonien.

## Formation
Mati Erelt a étudié à Tallinn. Au cours de sa scolarité, il pratique l'athlétisme et la boxe au point de remporter un championnat de lancer du marteau. En 1959, il entre à l'Institut Polytechnique de Tallinn pour étudier la mécanique, mais se réoriente en 1961 pour étudier la langue et la littérature estoniennes à l'Université de Tartu.
À Tartu, il a participe activement aux travaux du groupe de grammaire générative (GGG) dirigé par Huno Rätsep et destiné à appliquer les théories de Noam Chomsky à l'estonien. Il est diplômé en 1965 en langue et littérature estoniennes à l'Université de Tartu. Il a soutenu sa thèse de doctorat en 1981 sur la « Syntaxe des adjectifs estoniens ».

## Carrière scientifique
De 1969 à 1991, il a travaillé à l'Institut de langue et de littérature, d'abord comme bibliographe, puis comme jeune chercheur de 1970 à 1976, comme chercheur titulaire de 1976 à 1983, puis comme directeur des grammaires de 1983 à 1991. De 1989 à 1991, il a également été professeur à l'Institut pédagogique de Tallinn. À partir de l'indépendance de l'Estonie en 1991, il a été professeur invité à la chaire de langues finno-ougriennes de l'Université d'Helsinki, jusqu'en 1995. Il rentre ensuite à l'Université de Tartu, où il est nommé professeur à la chaire de langue estonienne. Durant sa retraite, il est resté actif à l’Université de Tartu en tant que chercheur émérite.
Mati Erelt était membre de la Société de la langue maternelle (président de 1997 à 2006) et membre de la Société finno-ougrienne de Helsinki.

## Publications
- Eesti lihtlause probleeme (Problèmes de la phrase simple en estonien). Tallinn : Eesti Raamat, 1979
- Eesti adjektiivisüntaks (Syntaxe des adjectifs estoniens). Tallinn : Valgus, 1986
- Eesti keele grammatika (Grammaire de l'estonien), Henno Rajandi & al., 2 volumes, Tallinn: Institut de langue et littérature estonienne, 1993-1995
- Eesti keele käsiraamat (Guide de l'estonien). (Avec Tiiu Erelt et Kristiina Ross.) Tallinn : Institut de la langue estonienne, 1997 (2e édition mise à jour Tallinn : Fondation pour la langue estonienne, 2000 ; 3e édition mise à jour 2007)
- Eesti-inglise keeleteaduse sõnastik (Lexique de linguistique estonien-anglais) (Avec Tiiu Erelt et Enn Veldi) Tallinn : Fondation pour la langue estonienne, 2003 (2e édition mise à jour et corrigée, 2012)
- Estonian language (dir.), Tallinn : Estonian Academy Publishers, 2003 (2e édition, 2007)